# Arcidiecéze Santiago de Chile
Arcidiecéze Santiago de Chile je římskokatolická metropolitní diecéze v Chile se sídlem v Santiagu de Chile. Byla založena v roce 1561. Její arcibiskup je zároveň chilským primasem.